# Daniel Adolf Weber
Daniel Adolf Weber (* 27. Dezember 1730 in Mußbach; † 1. Januar 1794 in Elberfeld) war Bürgermeister in Elberfeld.
Weber wurde als Sohn des Pfarrers David Gottfried Weber (* 1692 in Kreuznach; † 1745 in Iggelsheim) und dessen Frau Johanna Maria Fuchs geboren. Weber heiratete am 31. Juli 1766 die Elberfelderin Maria Magdalena Cappel (1737–1792) und erwarb 1767 zum Höchstsatz das Elberfelder Bürgerrecht. In Elberfeld gründete Weber dort eine für die Stadt bedeutende Seidenbandfabrik. Von 1769 bis 1771 war er Gemeinsmann und von 1777 bis 1778 Ratsverwandter. Ab 1770 wurde er sechsmal für das Amt des Bürgermeisters vorgeschlagen, durch seine Ehe hatte er umfangreiche Beziehungen aufbauen können, bis er 1788 im siebten Versuch erstmals gewählt wurde. Seine Frau war die Enkelin von Johann Peter Cappel (1715) und Wilhelm von Carnap (1718, 1725), außerdem die Nichte von Johann Kaspar Cappel (1754), Kaspar von Carnap (1751) und Johannes Plücker. Ein Jahr nach seiner Wahl wurde er turnusgemäß Stadtrichter.
Mit seiner Frau hatte er vier Kinder.